# Cecily Brown

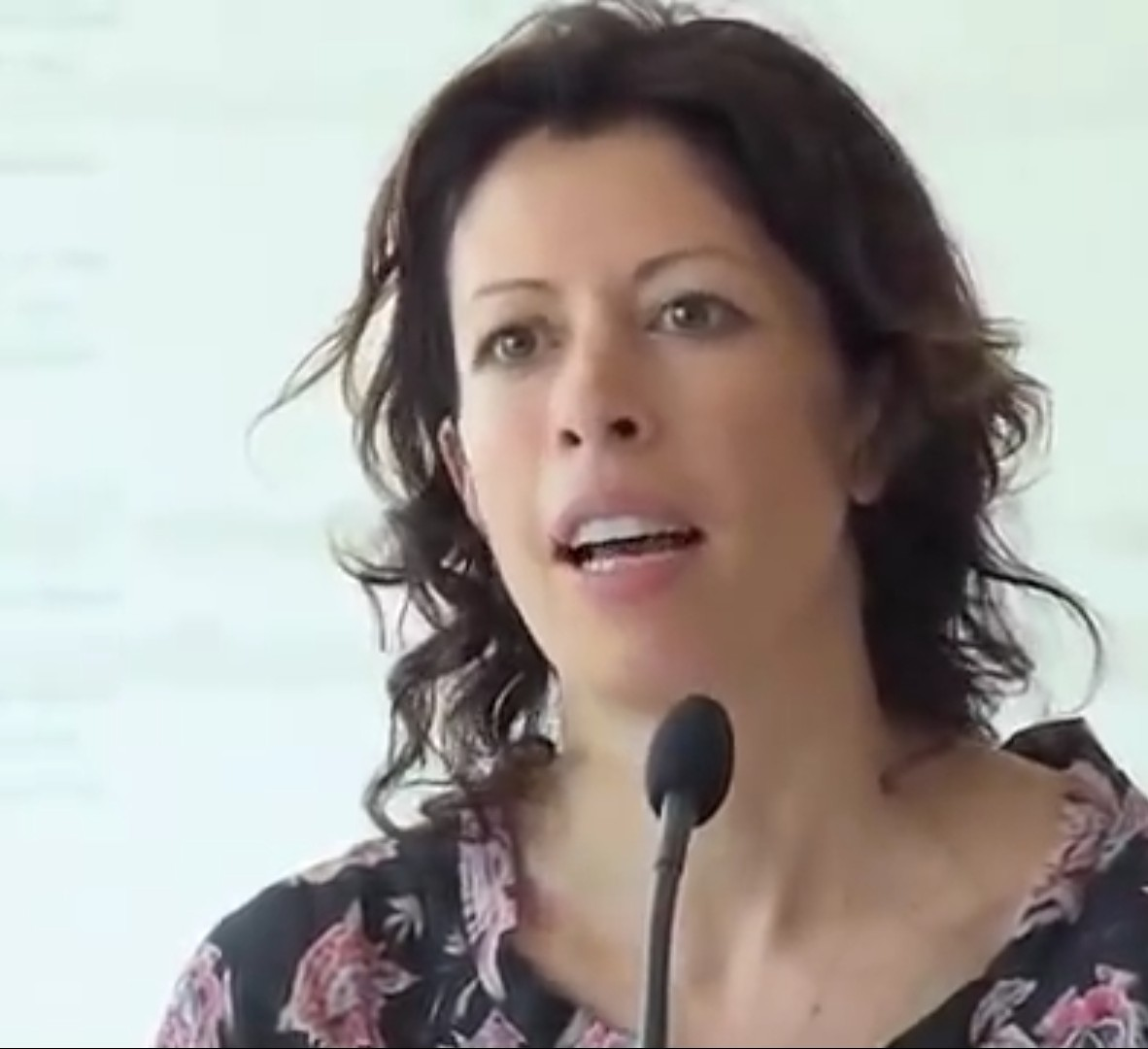
Cecily Brown, 2012

Cecily Rose Brown (* 1969 in London) ist eine britische Malerin, die in New York lebt und arbeitet und zu den bedeutendsten zeitgenössischen Künstlerinnen der Gegenwart zählt.

## Leben und Werk
Cecily Brown, die Tochter der schottischen Schriftstellerin Shena Mackay (* 1944), wurde in London geboren. Mackay hatte 1964 Robin Brown geheiratet. Erst im Alter von 21 Jahren erfuhr Cecily, dass der britische Kunstkritiker David Sylvester ihr leiblicher Vater ist. 1993 schloss sie mit dem Bachelor of Arts an der Londoner Slade School of Art ihr Kunststudium ab und zog im folgenden Jahr nach New York. Ende der 1990er Jahre erregten ihre großformatigen, expressiven Bilder mit erotischen Szenen Aufsehen. „Ich benutze erotische Fotografien, um den Körper zu studieren. Dabei interessiert mich der emotionale Gehalt dieser Vorlagen“, so beschreibt Cecily Brown ihre malerische Vorgehensweise. In ihren an der Grenze zwischen Abstraktion und Figuration liegenden Bildern werden organische Formen und Menschen angedeutet und gelegentlich nur durch leuchtendes Rosa, Rot, Orange und Ocker wiedergegeben.
Browns Werk ist unter anderem beeinflusst von Nicolas Poussin, Édouard Manet, William Hogarth sowie Francis Bacon und Willem de Kooning. In den jüngeren Bildern widmete sich Brown zunehmend der Darstellung von Landschaften, trennte sich auch hierbei nie völlig von ihren erotischen Motiven.
Cecily Brown wird von bedeutenden Museen wie dem Solomon R. Guggenheim Museum, New York, dem Whitney Museum of American Art, New York und der Tate Gallery, London, gesammelt. Sie gilt als erfolgreiche Künstlerin einer neuen expressiven Malerei.
In der Bundesrepublik Deutschland fand die erste umfassende Überblicksausstellung mit dem Titel Cecily Brown: Paintings in der Kunsthalle Mannheim in Zusammenarbeit mit Modern Art Oxford 2005 statt. 2009 folgten ihr gewidmete Ausstellungen in den Hamburger Deichtorhallen und 2010 unter dem Titel cecily brown | based on a true story im Kunstverein der Kestnergesellschaft, Hannover, die im Anschluss im GEM, Museum of Contemporary Art, in Den Haag bis Februar 2011 zu sehen war. In Österreich war ihr eine monographische Ausstellung im Essl Museum, Klosterneuburg vom 20. Juli bis 7. Oktober 2012 gewidmet. Vom 3. Juni bis zum 4. September 2022 organisierte die Staatliche Graphische Sammlung München eine umfangreiche Sonderausstellung mit ihren Werken in der Pinakothek der Moderne.
Ihre Werke erzielen auf Auktionen bis zu 6,8 Millionen US-Dollar, damit gehört sie zu den teuersten Künstlerinnen ihrer Generation. Im Kunstmagazin art zeigte sich Brown 2008 deprimiert über eine anhaltende Vernachlässigung von Frauen in der Kunst und kritisierte die Kunstwelt: „Es macht keinen Spaß mehr. Die verrückten Auktionen, die Hedgefonds mit all ihrem Geld, die Messen, die außer Kontrolle geraten sind. Das alles fühlt sich gierig, gehetzt und überfüllt an. Eine Welt voller Parasiten, die sich überhaupt nicht für Kunst interessieren“. 2020 erfolgte die Wahl zum National Academician (NA) der National Academy of Design, New York.
Cecily Brown ist seit 2008 mit Nicolai Ouroussoff (* 1962), einem Architekturkritiker der New York Times, verheiratet. 2009 wurde ihre Tochter geboren.